# ألكسندر بيرغامو
ألكسندر من بيرغامو (توفي حوالي عام 303) هو قديس لمدينة بيرغامو، وكذلك كابريات سان جيرفازيو وسيرفينانو دأدا. يُعتقد أن ألكسندر كان جنديًا رومانيًا أو أحد سكان بيرغامو الذين تعرضوا للتعذيب والقتل لعدم تخليه عن إيمانه المسيحي.

## الأسطورة
قبل بدء اضطهاد دقلديانوس عام 303م، أطلق غاليريوس ومكسيميانوس حملة ضد المسيحيين . يُعتبر ألكسندر تقليديًا حامل راية فيلق الطيبة. يُقال إنه كان أحد الناجين من عقاب العُشر الذي تم تنفيذه ضد الفيلق في آغاونوم. هرب ألكسندر إلى إيطاليا.
في ميلانو، تم التعرف عليه وسجنه في سجن زيبديو، حيث بنيت لاحقًا كنيسة أليساندرو في زيبديا. رفض التخلي عن إيمانه المسيحي. بمساعدة فيدليس، تمكن ألكسندر من الهروب ، ولكن تم القبض عليه مرة أخرى.
أُعيد إلى ميلانو، لكنه أغضب الإمبراطور مكسيميان حين أسقط مذبح التضحية. حُكم عليه بالإعدام، ولكن استطاع ألكسندر الهرب مرة أخرى ووصل إلى بيرغامو، حيث أصبح واعظًا وألهم العديد من سكان المدينة لاعتناق المسيحية، بمن فيهم فيرموس وروستيكوس. ثم أُلقي القبض عليه مجددًا وأُعدم في 26 أغسطس 303 في الموقع الذي تحتله الآن كنيسة سان أليساندرو في كولونا.

## التكريم

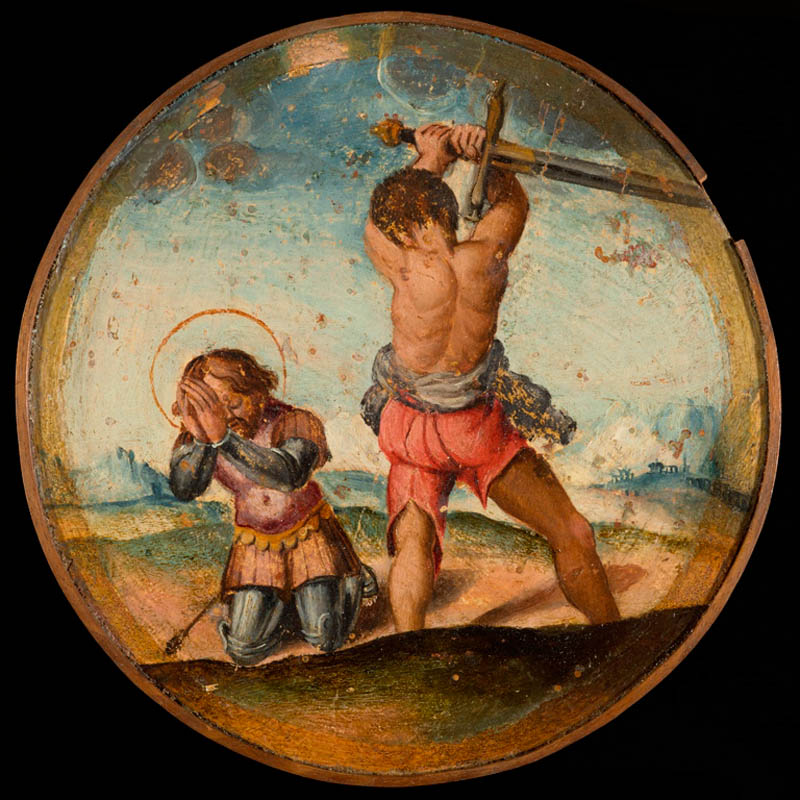
استشهاد القديس ألكسندر (ورشة لورينزو لوتو، بعد 1560)

أقدم نص عن آلامه يعود إلى القرن الثامن، ولكن عبادته ألكسندر ربما أقدم من ذلك. تم تكريس كاتدرائية بيرغامو له، كما أنه أحد القديسين الذين تكرمهم الكنيسة المخصصة لأبناء بيرغامو في روما.

## وصلات خارجية
- باللغة الإيطالية Sant' Alessandro di Bergamo
- Saints.SQPN: Alexander of Bergamo